# Henri Bresc
Henri Bresc (Cannes, 12 dicembre 1939) è uno storico francese, esperto del periodo medievale.

## Biografia
Studente del prestigioso liceo Thiers di Marsiglia, si laureò nel 1964 all'École normale supérieure, dove nello stesso anno vinse un concorso come professore aggregato di storia. Inizialmente svolse la professione di insegnante in due licei transalpini: quello di lingua francese del Cairo (1964-1965) e il Marceau di Chartres (1965-1967); in quell'anno ottenne la cattedra a Palermo, nella sede distaccata della Scuola di Roma. Lavorò nel capoluogo siciliano fino al 1974, anno in cui divenne assistente e docente di storia medievale all'Università di Paris-Nanterre, ove rimase fino al 1982.
Titolare della cattedra della stessa disciplina presso l'università di Nizza dal 1982 al 1990, in quell'anno ritorno alla Parigi X Nanterre, in cui ebbe il ruolo di professore ordinario fino al 2008, anno in cui andò in pensione e fu sostituito da Gabriel Martinez-Gros. È stato anche direttore del "Centro di ricerche storiche sociali e culturali dell'occidente" (CHSCO). Nel 1981 pubblicò, sotto la direzione di Michel Mollat du Jourdin, una delle sue opere più celebri: Un mondo mediterraneo: economia e società in Sicilia, 1300-1450, libro derivato dalla sua tesi.
Si è occupato soprattutto delle vicende storiche del Mar Mediterraneo e in particolare della Sicilia medievale, un'area per la quale viene considerato autorevole: Bresc è molto affezionato alla "Trinacria" e saltuariamente torna a visitarla. Il 5 marzo 2002 l'Università degli Studi di Palermo lo ha insignito con una laurea honoris causa in Lettere e Filosofia; il 30 aprile 2005 il comune di Troina gli ha concesso la cittadinanza onoraria; il 9 febbraio 2012 viene nominato accademico onorario dell'Accademia Teutonica "Enrico VI di Hohenstaufen".

## Opere
Oltre ad aver realizzato centinaia di articoli e pubblicazioni, lo storico francese viene ricordato per sette opere in particolare:
- Henri Bresc, Il giardino di Palermo (1290-1460), collana «Bibliothèque des Écoles françaises d'Athènes et de Rome», Parigi, 1972.
- Henri Bresc, Un mondo mediterraneo: economia e società in Sicilia, 1300-1450, collana «Bibliothèque des Écoles françaises d'Athènes et de Rome», Roma, 1981.
- Henri Bresc, Una stagione in Sicilia: Nompar de Caumont a Isnello (1420) in la Fardelliana, (gennaio-agosto 1987), pp. 5-25.
- Henri Bresc, Politica e società in Sicilia, XII - XV secolo, Variorum Reprints, Londra, 1991.
- Henri Bresc, Arabi per lingua, ebrei per religione: l'evoluzione dell'ebraismo siciliano in ambiente latino dal XII al XV secolo, Bouchène, Parigi, 2001.
- Henri Bresc, Arabi per lingua ebrei per religione, Mesogea, Messina 2001.
- Henri Bresc e Paolo di Salvo, Mulini ad acqua in Sicilia, L'Epos, Palermo, 2001.
- Henri Bresc, Una stagione in Sicilia, Associazione Mediterranea, Palermo, 2010.
- Henri Bresc, Palermo al tempo dei Normanni, Flaccovio, Palermo, 2012.